# 月精寺 (黃海南道)
月精寺（朝鲜语：／ Wŏljŏngsa），位於朝鮮黃海南道安嶽郡月精里之西北方約5公里處，它坐落於著名朝鮮觀光熱點：九月山的第2高峰峨四峰的東麓寺峽谷裡。 根據月精寺的橫額上寫著它始建於公元846年，以極樂寶殿為中心建築物，並由萬歲樓、冥府殿、水月堂等附屬建築物組成的佛教寺廟。
- 極樂寶殿：根據朝鮮古籍《月精寺極樂寶殿重修紀文》的記載，極樂寶殿曾經在公元1662年及1736年有兩次大規模改建工程，並且在公元1875年進行翻新修葺工程。 它的正面有3間（闊：10.65公呎），側面有2間（闊：6.4公呎），均屬雙簷朝鮮歇山式屋頂、採用鼓肚柱，而且斗拱構造獨特。向外突出2.5公呎的長簷，飛簷下立了托柱。建築物的內部之天花板跟主樑一樣高，給遊人安穩的感覺。它的內部有珍藏有神重泰畫及七星泰畫等朝鮮古畫，供觀光客欣賞朝鮮人對建築藝術的美學之才華。
- 萬歲樓：它的正面有5間（闊：11.72公呎），側面2間（闊：6.02公呎），均屬懸山式建築，利用傾斜面正面立高1.2公呎的石柱、上面是鋪了地板的閣樓。